# Charidotella sexpunctata
Charidotella sexpunctata (anteriormente designado por Metriona bicolor) é um coleóptero norte-americano que se pode encontrar nas folhas de Glória-da-manhã, o seu alimento preferido. Pode mudar de cor - a primeira camada da sua cutícula é transparente, tendo por baixo uma camada de líquido; alterações na quantidade do liquido - controladas por válvulas microscópicas - alteram a cor reflectida pelo animal, que normalmente parece uma joaninha dourada (mas ficando alaranjado no Outono e no Inverno ou acastanhado se se pegar nele). 

## Ligações Externas
- Commons

- golden tortoise beetle,University of Florida - Entomology and Nematology Department (em Inglês)
- Golden Tortoise Beetle, Garden Friens and Foes, Washington State University - Whatcom County Extension (em Inglês)